# Alois Langer
Alois Langer (25. ledna 1893 Moravská Ostrava – 10. dubna 1945 Oranienburg) byl československý politik a meziválečný poslanec Národního shromáždění za Československou sociálně demokratickou stranu dělnickou.

## Biografie
Působil jako odborový předák a politik. Byl funkcionářem Svazu kovodělníků, redaktorem odborového a regionálního tisku na Ostravsku. Od roku 1930 zastával funkci župního důvěrníka sociálně demokratické strany v ostravském kraji. V letech 1930–1938 byl členem ústředního výkonného výboru strany. V období let 1933–1938 byl členem představenstva strany. Působil rovněž jako referent hospodářského odboru a člen městské rady Moravské Ostravy. V roce 1937 se stal členem vedení sociální demokracie.
Profesí byl redaktorem. Podle údajů z roku 1935 bydlel v Moravské Ostravě-Hulvákách.
Ve parlamentních volbách v roce 1935 získal poslanecké křeslo v Národním shromáždění. Poslanecký post si oficiálně podržel do zrušení parlamentu roku 1939, přičemž v prosinci 1938 ještě přestoupil do poslaneckého klubu nově založené Národní strany práce.
1. září 1939 ho zatklo gestapo a byl uvězněn v koncentračním táboře Sachsenhausen-Oranienburg. Zde zemřel před koncem války při náletu.